# Xorides lissopunctus
Xorides lissopunctus är en stekelart som beskrevs av Gupta och Dali Chandra 1972. Xorides lissopunctus ingår i släktet Xorides och familjen brokparasitsteklar. Inga underarter finns listade i Catalogue of Life.